# Agigea, Constanța
Agigea (în turcă Acıçay, în greacă Aghikos) este satul de reședință al comunei cu același nume din județul Constanța, Dobrogea, România. Este reședința comunei omonime. La recensământul din 2002 avea o populație de 4.078 locuitori. Stație de cale ferată pe ruta Constanța - Mangalia. Port maritim.

## Istoric
Cercetările efectuate pe coasta Mării Negre și a limanelor care o însoțesc au identificat așezarea greco-romană de la Agigea, cu o populație impresionant de densă, atestată prin marea cantitate de ceramică, țiglă, pietre de construcție, fragmente de unelte din fier descoperite pe aceste meleaguri. Nu se știe precis numele așezării deoarece nu s-a descoperit nicio inscripție cu această informație, dar este posibil să fie Stratonis-ul menționat de Herodot și de Strabo.
Așezarea localității Agigea este foarte probabil databilă între secolul al II-lea î.e.n. și secolul al III-lea e.n.
În veacurile care au urmat, informațiile despre Agigea dispar cu desăvârșire din documente, acestea fiind probabil distruse. în secolul VI e.n., însăși localitatea dispare.
Documentele și hărțile de dată recentă menționează localitatea începând cu anul 1860 (Adjidjé).
În a doua jumătate a secolului al XIX-lea se semnalează în Agigea o creștere numerică a populației, îndeosebi păstori, veniți din jurul Sibiului, din părțile Brăilei, Ialomiței, iar mai târziu din Oltenia și Moldova care trăiesc alături de pescarii greci și de tătarii colonizați de Poartă în Dobrogea.
- - 1887 – ia ființă prima școală turcă cu o singură clasă la Geamie, cu învățământ religios musulman.
  - 1902 – tot lângă Geamie se înființează o clasă de băieți, cu predare în limba română pentru populația românească.
  - 1925 – începe construcția actualului local al școlii prin contribuția sătenilor.
  - 1927 – se inaugurează noua școală primară elementară în limba română.
  - 1962 – se mărește actualul local de școală, iar școala tătară se contopește cu cea românească cuprinzând elevi ai claselor V – VI.
  - 1964 – ciclul gimnazial se extinde și cu clasele a VII-a și a VIII-a.
  - 1996 – școala se botează cu numele profesorului universitar Ion Borcea, fondatorul Stațiunii Zoologice Marine de la Agigea.

### Biserica Sf. Mare Mucenic Dimitrie
Până în anul 1989 în localitatea Agigea nu a existat biserică aparținând, din punct de vedere administrativ-bisericesc, de parohia Eforie Nord.
La cererea credincioșilor, în anul 1990, Primăria Agigea și-a dat acordul de principiu pentru zidirea unei biserici punând la dispoziție un teren în suprafață de 1.800 m.p.
Sfințirea locului unde urma să fie construită biserica cu hramul Sf. Mare Mucenic Dimitrie a fost săvârșită de arhiepiscopul Lucian al Tomisului în data de 1 iulie 1990.
Construcția bisericii a început în toamna anului 1990 sub directa supraveghere a preotului Carmocan Pascu, până la centură, ca apoi după o perioadă de stagnare, sub supravegherea preotului Stoica Daniel, lucrările de construcție a bisericii să continue și să fie terminate în data de 28 septembrie 1995. Biserica este construită din beton, B.C.A și cărămidă, cu uși și ferestre metalice. Lucrările principale au fost executate de C O M C M - S.A. - Constanța. Slujba sfințirii s-a săvârșit în data de 15 oct. 1995 de către arhiepiscopul Lucian al Tomisului, înconjurat de un sobor de preoți și diaconi, în prezența oficialităților locale și a unui număr mare de credincioși.
În toamna anului 1997 s-a întocmit devizul lucrărilor de pictură din nou, fresca, deviz aprobat în data de 26.01.1998, iar lucrarea fiind încheiată în data de 28 oct. 1999 de pictorii Cercel Liviu și Cercel Corina.
Slujba de sfințire a picturii a fost oficiată de arhiepiscopul Lucian al Tomisului în data de 28 mai 2000. Cu acest prilej, pentru merite deosebite, preotul Stoica Daniel a fost hirotonosit iconom stavrofor.

### Biblioteca Agigea
Biblioteca comunală Agigea a fost înființată în anul 1990, după revoluție. Ea are în dotare 7000 de volume de cărți. Sunt înscriși 600 de cititori de la cel mai mic până la cel mai vârstnic.